# Szczerbiec
Szczerbiec – miecz koronacyjny królów Polski, jeden z najcenniejszych zabytków i unikatowe świadectwo polskiej historii. Jedyne zachowane insygnium koronacyjne dynastii Piastów. Przechowywany w Skarbcu Koronnym w Zamku Królewskim na Wawelu. 

## Historia

### Legenda

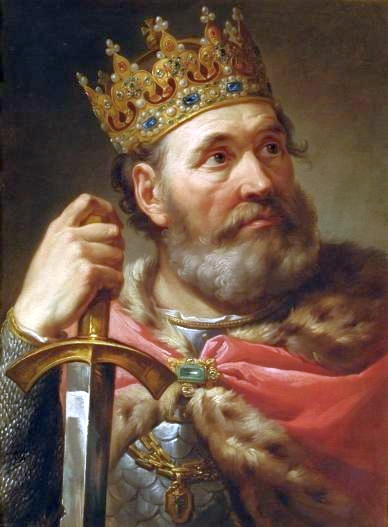
Portret Bolesława Chrobrego pędzla Bacciarellego z mieczem wzorowanym na Szczerbcu

Dawna tradycja widziała w Szczerbcu miecz pierwszego króla polskiego, Bolesława I Chrobrego, który miał w 1018 uderzyć nim w Złotą Bramę w zdobytym wówczas Kijowie. Działo się tak za sprawą opisu zawartego w Kronice wielkopolskiej: „Miał on otrzymać od anioła miecz, którym z pomocą boską zwyciężał wszystkich swoich przeciwników. Ten miecz aż do dziś przechowuje się w skarbcu kościoła krakowskiego. Królowie polscy wyruszając na wyprawy mieli zwyczaj nosić go i zawsze z nim tryumfowali nad wrogiem. (...) miecz króla Bolesława, dany mu przez anioła, nazywa się Szczerbiec, dlatego że na wezwanie anioła przybywszy na Ruś pierwszy uderzył nim w Złotą Bramę, która zamyka gród kijowski. Od tego uderzenia miecz poniósł niewielką stratę, którą w polskim zwie się szczerba i stąd nazwa Szczerbiec”.
Autor kroniki wielkopolskiej rozwinął tutaj wcześniejsze wzmianki obecne w Kronice Galla Anonima („i dobywszy miecz z pochwy uderzył nim w Złotą Bramę, gdy zaś ludzie jego się dziwili, czemu to czyni, wyjaśnił im to ze śmiechem i wcale dowcipnie: «Tak jak o tej godzinie Złota Brama ugodzona została tym mieczem, tak najbliższej nocy ulegnie siostra najtchórzliwszego z królów, której mi dać nie chciał. Jednakże nie połączy się z Bolesławem w łożu małżeńskim, lecz tylko raz jeden, jako nałożnica, aby pomszczona została zaś w ten sposób zniewaga naszego rodu, Rusinom zaś ku obeldze i hańbie»”), Kronice Wincentego Kadłubka („Tam po zajęciu miasta wielokrotnym miecza uderzeniem wyrzezał na Złotej Bramie miasta też jakby jakiś znak graniczny”) i Żywocie mniejszym św. Stanisława Wincentego z Kielczy („wchodząc do Kijowa przez bramę zwaną Złotą uderzył mieczem w jej podwoje na znak, iż dotąd sięgają granice Królestwa”). Gall wspominał też o powtórzeniu w Kijowie gestu Bolesława Chrobrego przez jego potomka, Bolesława II Szczodrego w 1069.
W ślad za tymi przekazami o czynach Bolesława Chrobrego poszli późniejsi dziejopisowie, w tym Jan Długosz w swych Rocznikach: „A gdy wszedł w bramę, która Złotą przez mieszkańców była nazwana, wywijając mieczem, ugodził w nią silną ręką, a zarysowawszy i wyszczerbiwszy ją w samym środku, zostawił na niej znak triumfalnego zwycięstwa”.
I chociaż opisy te nie mogą odnosić się do istniejącego dziś Szczerbca (Złota Brama w czasach Chrobrego jeszcze nie została wybudowana, a badania miecza wykazały, że pochodzi on ze znacznie późniejszego okresu), to legenda ta funkcjonowała aż do XIX wieku. Miała szczególne znaczenie podczas koronacji królewskich ostatnich Piastów, Władysława Łokietka i Kazimierza Wielkiego – przypisanie używanemu wówczas mieczowi pochodzenia od pierwszego króla Polski czyniło go symbolem dodatkowo legitymizującym ich władzę w obliczu pretensji Luksemburgów do tronu polskiego.

### Pochodzenie i pierwszy właściciel miecza
Wspomniana wyżej legenda została w nauce zanegowana, jednak początki miecza dotąd nie zostały jednoznacznie wyjaśnione.
Jan Nepomucen Sadowski uważał, że miecz wykonano w pierwszej połowie XIII w., a istniejący kiedyś na mieczu napis wzmiankujący „księcia Bolesława” wskazuje jako jego właściciela księcia sandomierskiego i mazowieckiego Bolesława I (zmarłego w 1248/1249, syna Konrada mazowieckiego i zarazem stryja króla Władysława Łokietka). Uznał on, że miecz jest proweniencji krzyżackiej i to zakonnicy przekazali go bezpośrednio Bolesławowi lub jego ojcu, który umieścił na nim wspomniany zapis i oddał synowi. Wkrótce potem Feliks Kopera zaprzeczył teorii o krzyżackim pochodzeniu miecza, wykazał też, że miecz ten był mieczem ceremonialnym, a nie bitewnym, co przyjęła późniejsza historiografia.

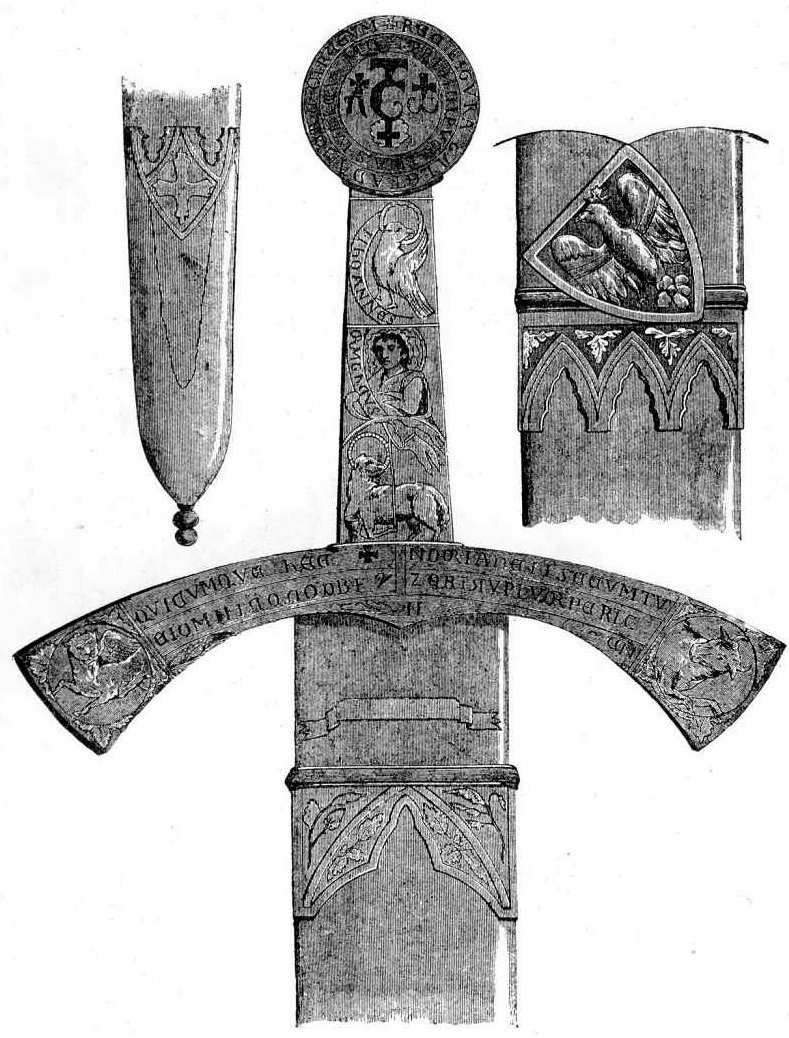
Rękojeść Szczerbca

Marian Morelowski uważał, że miecz powstał w XII w. nad Mozą, a jego pierwszym właścicielem był książę mazowiecki i krakowski Bolesław Kędzierzawy (zmarły w 1173). Z kolei Władysław Semkowicz na podstawie analizy paleograficznej napisów na mieczu uznał, że pochodzi on z tego samego warsztatu, co przechowywana w Kaliszu srebrna patena z drugiej połowy XII w. Datował go na koniec XII w. i przypisał księciu kujawskiemu Bolesławowi (zmarłemu w 1195, synowi Mieszka III Starego). Marian Gumowski zwrócił uwagę na analogie miecza z późnoromańskim kielichem podarowanym przez Konrada mazowieckiego katedrze w Płocku. Uznał, że oba zabytki powstały w pierwszej połowie XIII w., przed 1237 w Płocku, a pierwszym właścicielem był Bolesław mazowiecki. Ustalenia Gumowskiego skrytykował Stefan Krzysztof Kuczyński, który wykazał różnice między mieczem a przywołanym przez Gumowskiego kielichem i opowiedział się za pochodzeniem miecza z XII w. z rejonu nad Mozą, jednak wstrzymał się ze wskazaniem pierwszego właściciela.
Analizę bronioznawczą wskazującą na trzynastowieczne pochodzenia miecza przeprowadził Andrzej Nadolski. Początkowo wiązał miecz z Bolesławem mazowieckim, później jednak przedstawił hipotezę wiążącą Szczerbiec z żyjącym w drugiej połowie XIII w. księciem kaliskim Bolesławem Pobożnym (zmarłym w 1279, stryjem Przemysła II), którego córka Jadwiga została potem żoną Łokietka. Tę ostatnią teorię poparł Jan Piotr Sobolewski, który m.in. uznał, że inskrypcje na rękojeści miecza mają charakter nawiązujący do kabały (przez co miecz miałby być rodzajem amuletu), zwrócił też uwagę na analogie z hebrajskimi monetami z terenów Polski. Zaproponował, że miecz mógł być darem dla Bolesława Pobożnego od żydów z Kalisza, których ten książę obdarzył w 1264 wielkim przywilejem. Z kolei Rafał T. Prinke powiązał ornamentykę miecza z templariuszami.
Ustalenia Nadolskiego i Sobolewskiego skrytykował Zdzisław Żygulski jun. Wskazał m.in., że wzmianka o Bolesławie na mieczu może być myląca, bowiem nie było zwyczaju ozdabiania w ten sposób broni, a próby klasyfikacji Szczerbca według ustalonej typologii mieczy są bezzasadne, bowiem dla Szczerbca nie ma odpowiednich analogii. Natomiast przychylił się do teorii Prinkego o pochodzeniu miecza od templariuszy i stwierdził, że na pewno wykonano go w Europie Zachodniej.
W 2008 przeprowadzono szczegółowe badania miecza mające na celu m.in. ustalenie rodzaju tworzywa i techniki wykonania miecza (metalograficzne, rentgenowskie, defektoskopowe, chemiczne i traseologiczne). Marcin Biborski, Janusz Stępiński i Grzegorz Żabiński uznali, że skład materiału, z którego wykonano głownię, jest charakterystyczny dla metalurgii okresu jego pochodzenia, z pewnością jest to zatem miecz średniowieczny, a nie późniejsza replika. Jednocześnie na podstawie analizy inskrypcji i ornamentów skrytykowali oni zarówno kabalistyczną teorię Sobolewskiego, jak i wiązanie miecza z templariuszami. Pismo uznali za charakterystyczne dla okresu od końca XII w. do ok. połowy XIII w. Z kolei analiza typochronologiczna ich zdaniem mogłaby wskazywać na okres między połową XIII w. a ok. 1325 r. Potwierdzili istnienie pewnych stylistycznych analogii ze sztuką z kręgów nadreńskiego i nadmozańskiego, które mogłyby wskazywać na pochodzenie miecza z pierwszej połowy XIII w. Zgodzili się, że jego najbardziej prawdopodobnym właścicielem był Bolesław Pobożny. Zaproponowali przy tym, że mógł on otrzymać miecz od swego brata Przemysła I podczas pasowania na rycerza w 1245.
Ostatnio Arkadiusz Adamczuk podkreślił, że miecz, zanim stał się insygnium koronacyjnym, był najprawdopodobniej atrybutem sprawowanej przez księcia władzy sądowniczej (miecz sprawiedliwości – gladius iustitiae), na co wskazują inskrypcje i ornamentyka rękojeści.

### Szczerbiec jako insygnium koronacyjne
Powszechnie uważa się, że Szczerbiec został użyty po raz pierwszy jako insygnium koronacyjne podczas koronacji Władysława I Łokietka w 1320 w Krakowie. Co prawda Jan Długosz, który pisał o wykorzystaniu wówczas insygniów koronnych zabranych z Gniezna nie wymienił wśród nich żadnego miecza, jednak orzeł umieszczony obecnie na mieczu (a pierwotnie na pochwie) jest kopią orła z pieczęci majestatycznej Łokietka. Jan Długosz wymienił miecz dopiero wśród regaliów zabranych ze sobą w 1370 z Krakowa przez Ludwika Węgierskiego, a następnie zwróconych w 1412 Władysławowi Jagielle przez Zygmunta Luksemburskiego (z tego powodu koronacje Jadwigi i Jagiełły odbyły się bez użycia korony Łokietka i Szczerbca). Odtąd Szczerbiec jest wymieniany pośród insygniów koronacyjnych podczas kolejnych lustracji Skarbca Koronnego aż do ostatniej z nich, dokonanej w 1792.

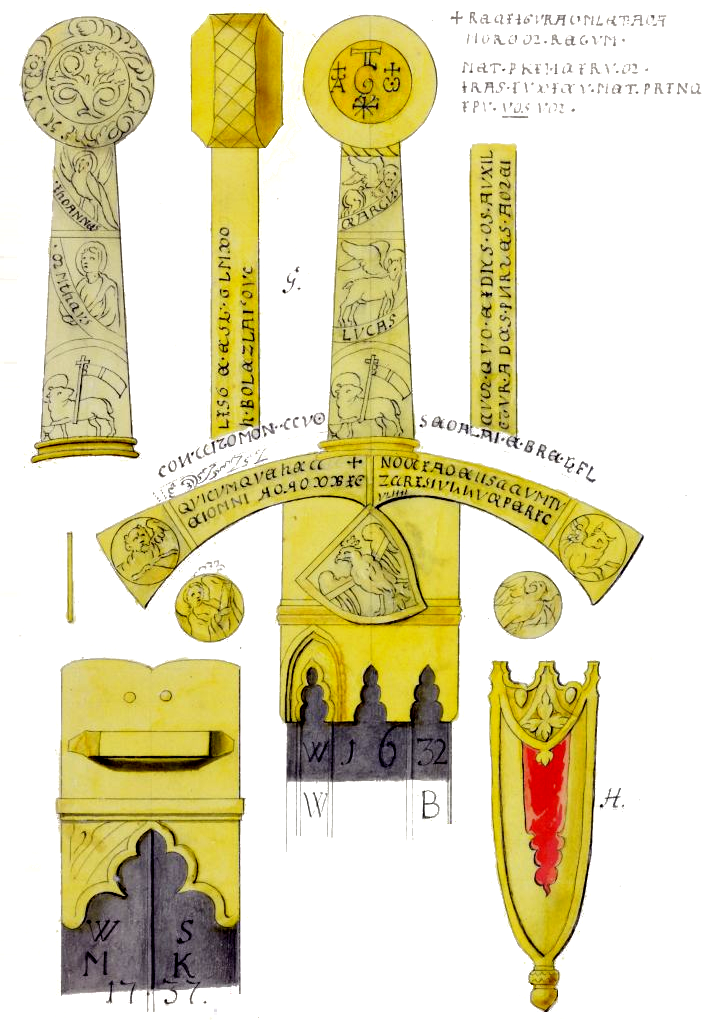
Szkice miecza koronacyjnego wykonane około 1764

Z najstarszego zachowanego opisu porządku koronacyjnego królów polskich, dotyczącego koronacji Władysława III Warneńczyka z 1434 wynika, że leżący na ołtarzu Szczerbiec arcybiskup prowadzący koronację podawał królowi przed nałożeniem mu korony. Mieczem król trzykrotnie kreślił znak krzyża w powietrzu. Miecz trzymano w Skarbcu Koronnym w wielkiej żelaznej skrzyni, w której wraz z nim znajdowały się Miecz Zygmuntowski oraz pudło z koronami, jabłkami i berłami; Szczerbiec zwykle leżał na wierzchu tego pudła.
W opisie z lustracji Skarbca Koronnego z 1737 znajduje się wzmianka, że Szczerbiec przechowywany jest w nowej pochwie, wykonanej w celu zastąpienia starej, zapewne zardzewiałej .
W 1655 podczas potopu szwedzkiego insygnia koronne wraz ze Szczerbcem zostały wywiezione przed Szwedami z Krakowa przez Jerzego Lubomirskiego do Lubowli. Ponownie wywieziono je w 1702 podczas wojny północnej na Śląsk, skąd zostały zabrane w 1733 przez biskupa warmińskiego Krzysztofa Jana Szembeka i ukryte w kościele misjonarzy w Warszawie, a następnie w klasztorze paulinów na Jasnej Górze w Częstochowie (z tego powodu zarówno August III, jak i Stanisław Leszczyński musieli użyć do koronacji innych insygniów). W 1764 Szczerbiec wraz z innymi insygniami został przewieziony do Warszawy i użyty do koronacji Stanisława Augusta Poniatowskiego; ponownie przewieziono go do Warszawy na przełomie lat 60. i 70. XVIII w., gdy użyto go za wzorzec miecza Bolesława Chrobrego na jego portrecie pędzla nadwornego malarza Poniatowskiego, Bacciarellego (miecz został jednak na obrazie zmieniony, m.in. malarz dodał mu szczerbę na ostrzu nawiązującą do legendy).

### Losy Szczerbca od 1795
W 1794 Kraków został zajęty przez wojska pruskie. Wówczas to Prusacy potajemnie zrabowali ze Skarbca Koronnego na Wawelu polskie insygnia koronacyjne. Zostały one w październiku 1795 wywiezione z Krakowa do Wrocławia, a następnie do Berlina. Przypuszczalnie Szczerbiec oddzielono wówczas od reszty insygniów, które zostały zniszczone na rozkaz króla pruskiego Fryderyka Wilhelma III kilkanaście lat później w celu zdobycia funduszy. Losy Szczerbca w tym okresie nie są znane, być może władze pruskie go sprzedały.
W 1819 książę Dymitr Łabanow-Rostowski pokazał Szczerbiec namiestnikowi królestwa kongresowego Wincentemu Krasińskiemu. Twierdził on, że znaleziono go w przydrożnym rowie pod Ruszczukiem, podczas wojny rosyjsko-tureckiej, a on odkupił go od jakiegoś Ormianina w Moskwie za 4000 rubli (historia ta budzi wątpliwości badaczy). Wówczas jednak nie było pewności, czy miecz ten faktycznie pochodzi z insygniów koronnych, a Sebastiano Ciampi, któremu oddano go do zbadania, uznał, że jest to bardzo wątpliwe.
Łabanow sprzedał przed 1843 miecz Anatolowi Demidowowi (lub jego ojcu Mikołajowi), który umieścił go w swoich zbiorach przechowywanych w San Donato pod Florencją. W 1870 Szczerbiec udostępniono publicznie w Paryżu, gdy zbiory Demidowa po jego śmierci wystawiono na sprzedaż. Kupił go na licytacji za 20 200 franków Aleksander Bazylewski, ambasador rosyjski we Francji, który zaprezentował miecz w 1878 na wystawie światowej w Paryżu.

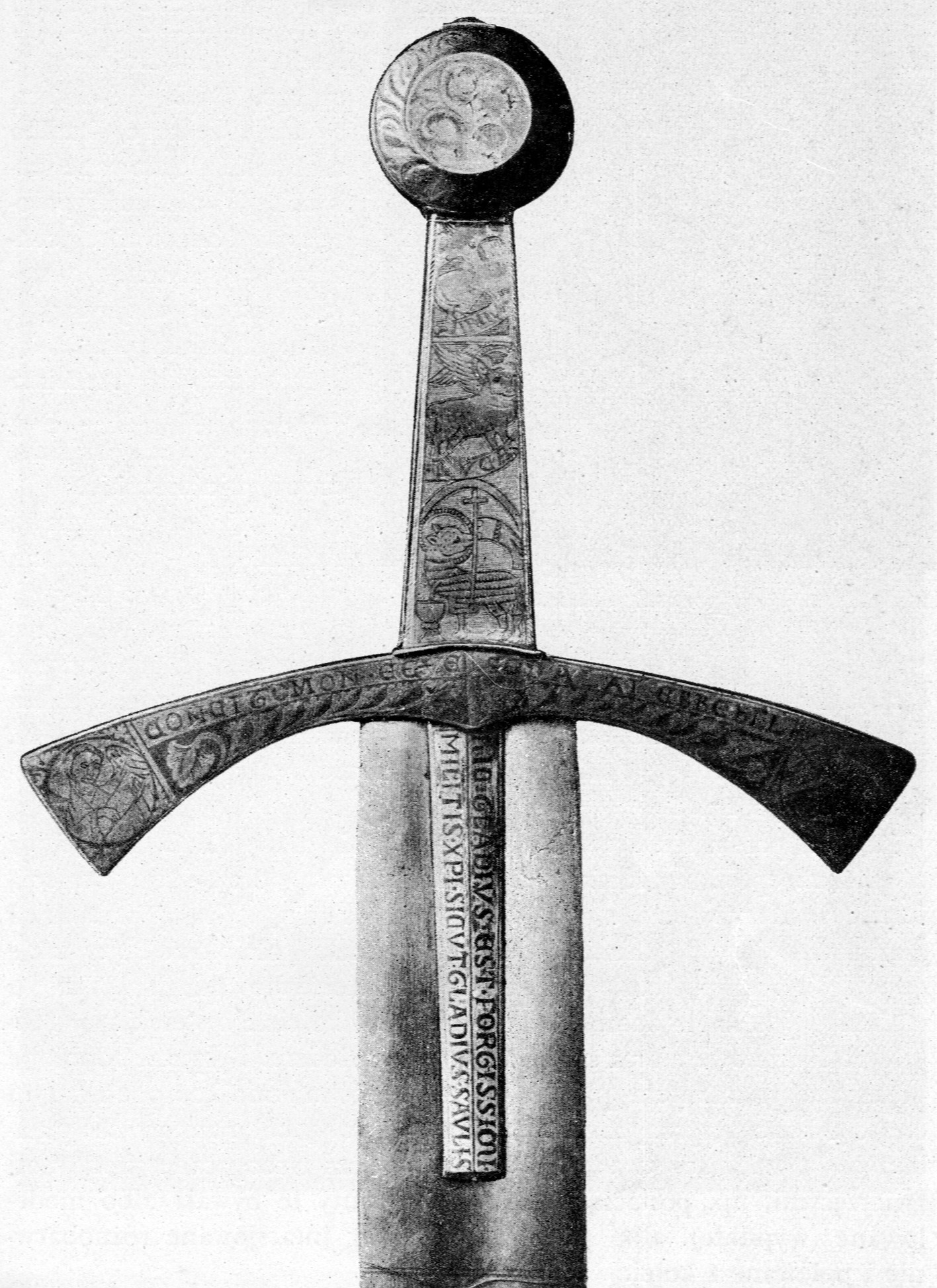
Rękojeść Szczerbca, stan z końca XIX i początku XX w.

Pokazany publicznie miecz wzbudził duże zainteresowanie w polskich kręgach naukowych. Już wcześniej podejrzenie, że Ciampi się mylił, powzięli Bolesław Podczaszyński i Józef Łepkowski, którzy m.in. zwrócili uwagę na ogromne podobieństwo miecza z rysunków wykonanych przez Ciampiego z mieczem Bolesława Chrobrego na odnalezionych reprodukcjach portretu króla pędzla Bacciarellego. Porównanie dokładnych rycin wystawionego w Paryżu miecza z rycinami obrazu Bacciarellego i opisami z lustracji Skarbca Koronnego, a także porównanie napisów z miecza z odnalezionym w drugiej połowie XIX w., a sporządzonym podczas lustracji z 1792 opisem Jacka Przybylskiego pozwoliły stwierdzić Janowi Nepomucenowi Sadowskiemu, że odnaleziono miecz koronacyjny królów polskich. Zwrócił on jednak uwagę, że dokonano w nim kilku przeróbek; wykonano też nową pochwę.
W 1884 kolekcję Bazylewskiego wraz ze Szczerbcem kupiły władze Rosji i miecz trafił do zbiorów Ermitażu w Petersburgu. Do Polski, na Wawel, powrócił w 1924 w wyniku starań Polski prowadzonych w oparciu o postanowienia o restytucji zagrabionych przez Rosję dóbr zawartych w traktacie ryskim. Ponieważ jednak Moskwa wskazywała, że Szczerbiec znalazł się w Rosji drogą zakupu, w zamian za przekazanie Szczerbca Polska zrezygnowała z odzyskania obrazu „Skradziony pocałunek” Jean-Honoré Fragonarda. Po usunięciu dodanych w XIX w. blaszek z krzyżackimi napisami, zakrywających szczerbę, oraz umieszczeniu w tym miejscu (na lewej stronie miecza, co poprawiono dopiero w 2008) tarczki z godłem Polski pochodzącej z pochwy miecza, Szczerbiec umieszczono na ekspozycji Skarbca Koronnego na Wawelu. Po wybuchu II wojny światowej, został ewakuowany z Krakowa i przez Rumunię trafił na początku stycznia 1940 do Aubusson we Francji. Stamtąd ponownie został w czerwcu 1940 ewakuowany i przez Wielką Brytanię wywieziono go do Kanady. W 1945 na polecenie rządu polskiego na uchodźstwie skarby umieszczone w Kanadzie zostały podzielone i ukryte; Szczerbiec wydano władzom PRL dopiero w 1958 i powrócił do Krakowa w roku kolejnym. Odtąd jest przechowywany w Państwowych Zbiorach Sztuki na Wawelu.

### Nazwa
Gumowski uważał, że nazwa „Szczerbiec” nawiązuje jeszcze do wyprawy kijowskiej Bolesława Chrobrego i zanotowanego przez Galla uderzenia w Złotą Bramę, przy którym miecz królewski uległ wyszczerbieniu. Uważał on, że istniał miecz Chrobrego, który zaginął, a nazwę przejął wraz z legendą nowy miecz, który pojawił się wśród insygniów koronacyjnych po rozbiciu dzielnicowym. Nazwa Szczerbiec została użyta po raz pierwszy w kronice wielkopolskiej. Kuczyński przypuszczał (uznając, że być może fragment o Szczerbcu stanowi jeden z czternastowiecznych fragmentów kroniki i odnosił się do miecza użytego przez Łokietka), że kronikarz uległ tu legendzie i opisując obecnego Szczerbca, odnosił się do miecza Chrobrego i legendy Gallowej.
Pierwsze znane i pewne użycie nazwy „Szczerbiec” w odniesieniu do istniejącego miecza pochodzi z XV w. Wymienia go pod tą nazwą Jan Długosz przy opisie koronacji Kazimierza IV Jagiellończyka z 1447 („Jan Głowacz z Oleśnicy, wojewoda sandomierski, trzymał miecz Szczerbcem zwany”). Jest też wymieniony w najstarszym zachowanym inwentarzu Skarbca Koronnego z 1475 (item gladius Styrbecz).
Autor opisu miecza z 1792 wiązał nazwę z otworem w górnej części głowni miecza (nazwanym przez niego „szczerbą”).

### Kopie miecza
Znanych jest kilka kopii Szczerbca. Pierwsza została wykonana za panowania Jana III Sobieskiego i podarowana przez jego syna Jakuba Sobieskiego wojewodzie wileńskiemu Michałowi Radziwiłłowi. Jej opis znany jest z inwentarza zbiorów radziwiłłowskich w Nieświeżu w 1740. Kopia ta zaginęła prawdopodobnie podczas rabunku skarbca nieświeskiego przez wojska rosyjskie w 1812.
Nieznane losy Szczerbca na przełomie XIX i XX w. posłużyły stworzeniu legendy o ukryciu insygniów koronnych przed wkroczeniem zaborców. Walery Eljasz-Radzikowski (oburzony teorią Sadowskiego, jakoby miecz miał proweniencję krzyżacką) pod koniec XIX w. i Aleksander Czołowski w okresie II wojny światowej twierdzili, że odnaleziony miecz jest tylko radziwiłłowską kopią oryginału. Później taką wątpliwość wyraził także Zdzisław Żygulski jun., jednak Jerzy Lileyko przedstawił liczne argumenty na rzecz autentyczności miecza, m.in. dotarł do rysunków Szczerbca z 1764, wykonanych przez Jana Wernera przy okazji koronacji Stanisława Augusta Poniatowskiego, z których wynikały wyraźne różnice w stosunku do opisu kopii miecza z 1740, a w kolejnej pracy Żygulski uznał istniejący miecz za oryginał.
Druga kopia miecza odbiega w szczegółach od wzorca. Wykonano ją z kości w formie puginału z rękojeścią wzorowaną na Szczerbcu. Prawdopodobnie pochodzi z początku XIX w. i została wykonana w Dreźnie przy okazji wykonywania zmian w oryginalnym mieczu. W 1869 znalazła się w zbiorach Uniwersytetu Jagiellońskiego. Trafiła jednak z czasem w prywatne ręce i została wywieziona do Stanów Zjednoczonych. Zwrócono ją w 2002, przy czym okazało się, że w międzyczasie rękojeść oryginalnej kopii połączono z głownią miecza, aby upodobnić całą kopię do Szczerbca.
Ponadto w XX w. wykonano w Krakowie kopie Szczerbca dla muzeów w Warszawie i Gnieźnie, a w zbiorach wawelskich znajduje się jeszcze jedna kopia, mosiężna, nieznanego pochodzenia.

## Budowa
Zgodnie z ustaleniami bronioznawców Szczerbiec jest obosiecznym mieczem ceremonialnym, wykutym najprawdopodobniej w XIII w. Ozdobna rękojeść, wykonana w technice niella (polegającej na wpuszczeniu farby lub metalu w wyryte wcześniej rowki) i grawerunku, wyobraża obustronnie symbole Baranka Bożego (Agnus Dei) i Ewangelistów.
Miecz posiada w klindze, w pobliżu rękojeści otwór na wylot, nazywany „szczerbą”. Badacze różnią się w jej interpretacji. Kuczyński uważał ją za pozostałość po ażurowej ozdobie lub miejsce, w którym przechowywano relikwie. Nadolski, a ostatnio także Biborski ze swoim zespołem stwierdzili, że otwór ten jest wynikiem działania rdzy, z czym nie zgodził się jednak Żygulski jun. Badacze pod kierownictwem Biborskiego wskazali na istniejące analogie takich uszkodzeń broni, a regularny kształt otworu wyjaśnili przypuszczeniem o próbie maskowania uszkodzenia.
Z XIV w. pochodzą złote okładziny uchwytu rękojeści. Prawdopodobnie na początku XIX w. dokonano w mieczu pewnych zmian. M.in. dodano na brzeszczocie w miejscu szczerby złote blaszki z napisami, natomiast znikły płytki z boków rękojeści miecza, z na wpół zatartymi napisami, m.in. tym przywołującym imię „księcia Bolesława”. Ostatnio ustalono także, że kształt rękojeści Szczerbca mógł być zmieniony w przeszłości z powodu wymiany jej trzonu z organicznego na mosiężny. Z kolei na szczerbie umieszczono tarczę z piastowskim herbem, która pochodzi z niezachowanej obecnie pochwy.

## Rozmiary

Schematyczny diagram elementów oraz wymiarów Szczerbca bez ornamentacji

Aktualne rozmiary Szczerbca:
- długość całkowita – 98,4 cm,
- długość głowni – 82 cm,
- szerokość głowni – 4,8–5 cm,
- masa całkowita – 1,26 kg[68].

## Ornamentacja
Głowica, trzon i jelec (elementy rękojeści) zrobione są ze złotych płytek, zdobionych symbolami Baranka Bożego, Ewangelistów oraz ornamentami roślinnymi wykonanymi w technice niello w XIII wieku. Jelec i głownia mają wygrawerowane również symboliczne sentencje.
Na głowicy monogram Boga, tzw. tetragrammaton z literami Α i Ω (Alfa i Omega alfabetu greckiego) oraz napis w języku łacińskim Haec figura valet ad amorem regum et principum iras iudicum (ten znak umacnia miłość królów i książąt, a gniew sędziów). Na jelcu wygrawerowany jest tekst wyrażony literami alfabetu łacińskiego Con citomon eeve Sedalai Ebrehel (tłum. żarliwą wiarę wzbudzają imiona Boga Sedalai i Ebrehel). Według badaczy do zapisu tej inskrypcji mógł posłużyć język hebrajski; możliwe, że imionami tymi były El Szaddaj i Heber ze Starego Testamentu. Znalazł się tam też tekst łaciński Quicumque hec nomina Dei I secum tulerit nullum periculum ei omnino nocebit (ktokolwiek te imiona Boga I ze sobą nosić będzie, temu żadne niebezpieczeństwo w ogóle nie zaszkodzi).
|         | Awers | Awers | Krawędź                                                                                             | Rewers | Rewers | Krawędź                                                                                  |
| ------- | --- | --- | --------------------------------------------------------------------------------------------------- | --- | --- | ---------------------------------------------------------------------------------------- |
| Głowica | Środek koła: Stylizowana litera T z literą C na górze, a pomiędzy nimi litery greckie alfa i omega otoczone krzyżami oraz rozetą.                                                                                                | Środek koła: Stylizowana litera T z literą C na górze, a pomiędzy nimi litery greckie alfa i omega otoczone krzyżami oraz rozetą.                                                                                                | Wzór rombu.                                                                                         | Środek koła: winorośl. | Środek koła: winorośl. | Wzór rombu.                                                                              |
| Głowica | Zewnętrzny pierścień: inskrypcja: ᛭ REC. FIGVRA. TALET. AD AMOREM. REGVM. ET. PRINCIPVM. IRAS IVDICV. M (pol. ten znak umacnia miłość królów i książąt, a gniew sędziów)                                                         | Zewnętrzny pierścień: inskrypcja: ᛭ REC. FIGVRA. TALET. AD AMOREM. REGVM. ET. PRINCIPVM. IRAS IVDICV. M (pol. ten znak umacnia miłość królów i książąt, a gniew sędziów)                                                         | Wzór rombu.                                                                                         | Zewnętrzny pierścień: winorośl | Zewnętrzny pierścień: winorośl | Wzór rombu.                                                                              |
| Trzon   | Ornamentacja na awersie trzonu Szczerbca. | Góra: Uskrzydlony lew Świętego Marka z inskrypcją: MARCVS | Inskrypcja: LIST E. EST. GLAVD… h.BOLEZLAI ‘DVC… (obecnie nieistniejąca i zastąpiona wzorem rombu.) | Ornamentacja na rewersie trzonu Szczerbca.                                                                                                | Góra: Orzeł Święty Jan, inskrypcja: IhOANNES                                                                                              | Inskrypcja: CVM. QVO. EI DNS. OS. AVXIL ETVR. ADUS. PARTES. AMEN (obecnie nieistniejąca) |
| Trzon   | Ornamentacja na awersie trzonu Szczerbca. | Środek: Uskrzydlony byk Łukasz Ewangelista, inskrypcja: LVCAS | Inskrypcja: LIST E. EST. GLAVD… h.BOLEZLAI ‘DVC… (obecnie nieistniejąca i zastąpiona wzorem rombu.) | Ornamentacja na rewersie trzonu Szczerbca.                                                                                                | Środek: Anioł Święty Mateusz, inskrypcja: MMThCVS                                                                                         | Inskrypcja: CVM. QVO. EI DNS. OS. AVXIL ETVR. ADUS. PARTES. AMEN (obecnie nieistniejąca) |
| Trzon   | Ornamentacja na awersie trzonu Szczerbca. | Spód: Baranek boży | Inskrypcja: LIST E. EST. GLAVD… h.BOLEZLAI ‘DVC… (obecnie nieistniejąca i zastąpiona wzorem rombu.) | Ornamentacja na rewersie trzonu Szczerbca.                                                                                                | Spód: Baranek boży | Inskrypcja: CVM. QVO. EI DNS. OS. AVXIL ETVR. ADUS. PARTES. AMEN (obecnie nieistniejąca) |
| Jelec   | Uskrzydlony lew Świętego Marka. | Lewy koniec: Uskrzydlony lew Świętego Marka. | Trójkątny wzór.                                                                                     | Anioł Święty Mateusz. | Lewy koniec: Anioł Święty Mateusz | Trójkątny wzór.                                                                          |
| Jelec   | Środek: Inskrypcja łacińska: QVICVMQVE hEC᛭ NOMI[N]A DEI I SECVM TVLERI[T] NVLLVM PERICVL[VM] CN EI OMNINO NOC[E]BIT (pol. ktokolwiek te imiona Boga I ze sobą nosić będzie, temu żadne niebezpieczeństwo w ogóle nie zaszkodzi) | Środek: Inskrypcja łacińska: QVICVMQVE hEC᛭ NOMI[N]A DEI I SECVM TVLERI[T] NVLLVM PERICVL[VM] CN EI OMNINO NOC[E]BIT (pol. ktokolwiek te imiona Boga I ze sobą nosić będzie, temu żadne niebezpieczeństwo w ogóle nie zaszkodzi) | Trójkątny wzór.                                                                                     | Środek: Inskrypcja: CON. CITOMON·· EEVE SEDALAI. EBREbEL (pol. żarliwą wiarę wzbudzają imiona Boga Sedalai i Ebrehel) ornament winorośli. | Środek: Inskrypcja: CON. CITOMON·· EEVE SEDALAI. EBREbEL (pol. żarliwą wiarę wzbudzają imiona Boga Sedalai i Ebrehel) ornament winorośli. | Trójkątny wzór.                                                                          |
| Jelec   | Uskrzydlony byk Łukasz Ewangelista | Prawy koniec: Uskrzydlony byk Łukasz Ewangelista. | Trójkątny wzór.                                                                                     | Orzeł Święty Jan. | Prawy koniec: Orzeł Święty Jan. | Trójkątny wzór.                                                                          |

## Symbolika w XX wieku
W okresie międzywojennym Szczerbiec jako „mieczyk Chrobrego” („Szczerbiec Chrobrego”) owinięty w biało-czerwony sztandar był symbolem prawicowych ugrupowań politycznych Obozu Wielkiej Polski i Stronnictwa Narodowego, natomiast podczas okupacji – Narodowych Sił Zbrojnych. Współcześnie motyw Szczerbca jest wykorzystywany przez niektóre organizacje, odwołujące się do przedwojennych tradycji ruchu narodowego. Wizerunek miecza skierowanego ostrzem w dół był elementem oznaki Krzyża Narodowego Czynu Zbrojnego.
Wizerunek Szczerbca widnieje na rewersach oznak Orderu Krzyża Wojskowego (skierowany ostrzem w dół), a także Krzyża Wojskowego (skierowany ostrzem w górę).